# Eremotylus perdix
Eremotylus perdix là một loài tò vò trong họ Ichneumonidae.